# Phytocoris tricinctipes
Phytocoris tricinctipes är en insektsart som beskrevs av Knight 1968. Phytocoris tricinctipes ingår i släktet Phytocoris och familjen ängsskinnbaggar. Inga underarter finns listade i Catalogue of Life.